# Gymnocalycium mihanovichii
Gymnocalycium mihanovichii – gatunek sukulenta z rodzaju Gymnocalycium. 

## Uprawa
Roślina jest niejednokrotnie szczepiona. Wśród gatunku występuje wiele kultywarów, np.'Red Cracker' – kultywar uzyskany dzięki możliwości szczepienia roślin. Są szczepione na zielonej podkładce, która musi wyżywić obie rośliny składowe. Nie należy jej zbytnio podlewać.

## Galeria

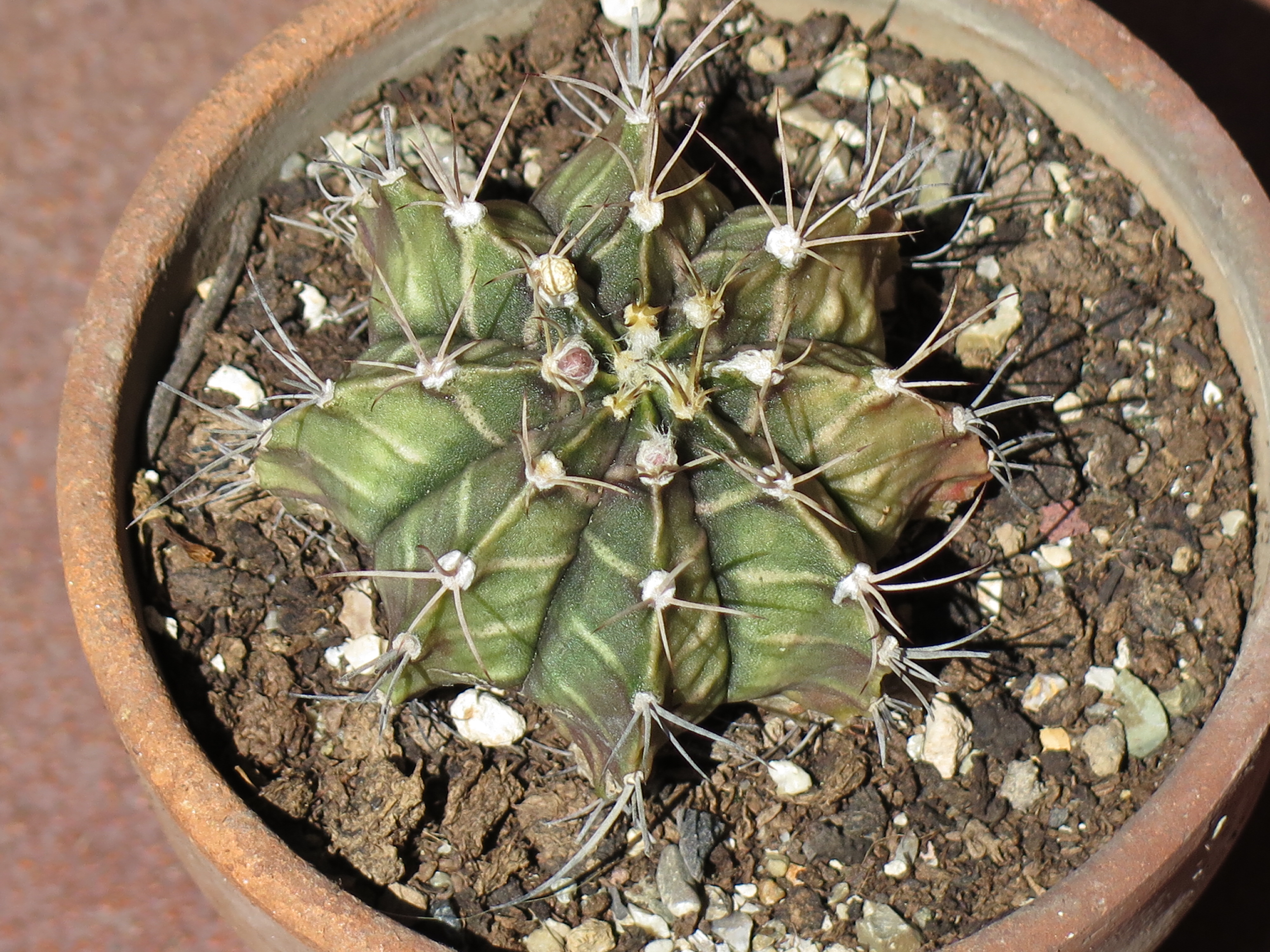
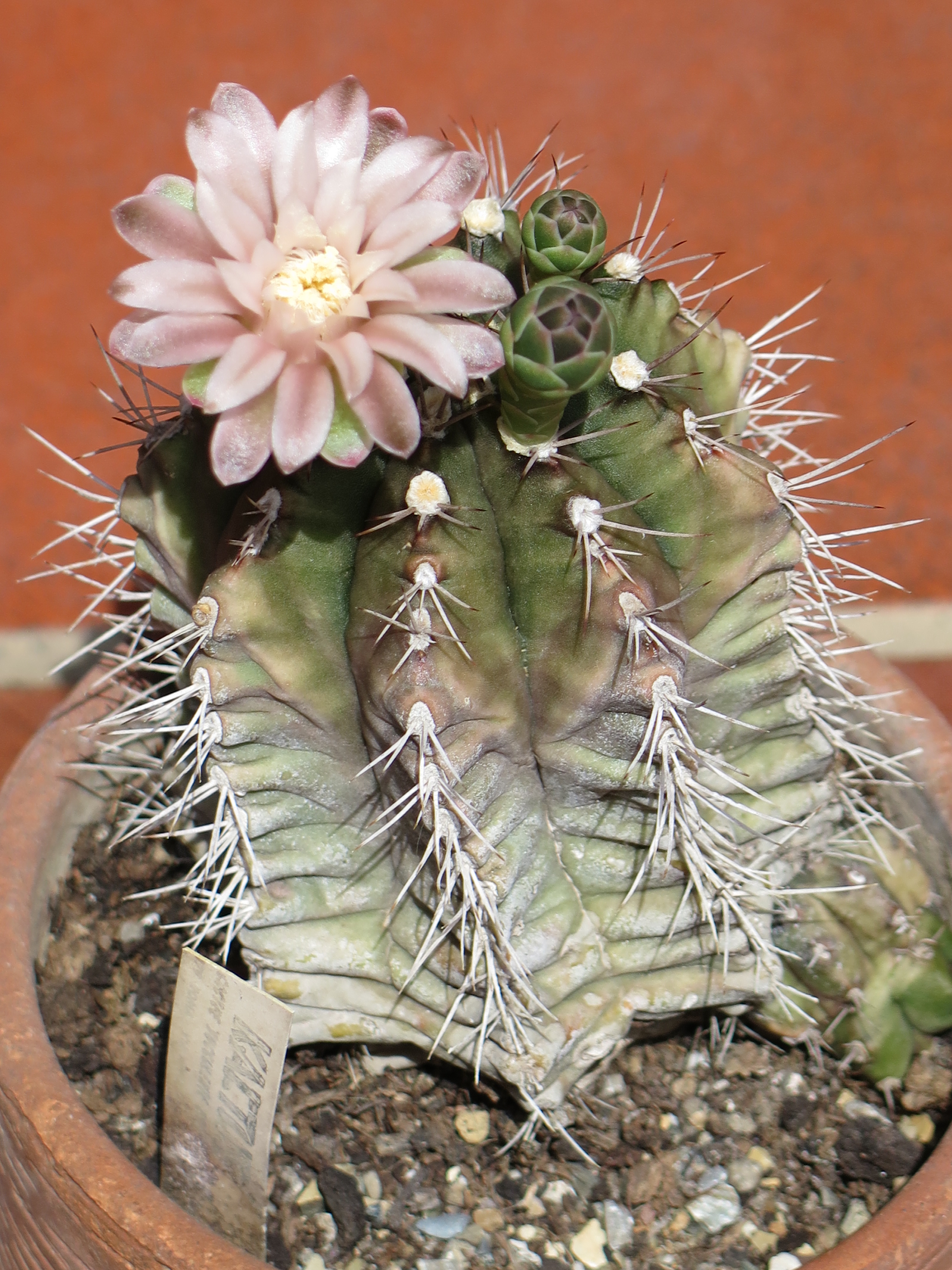
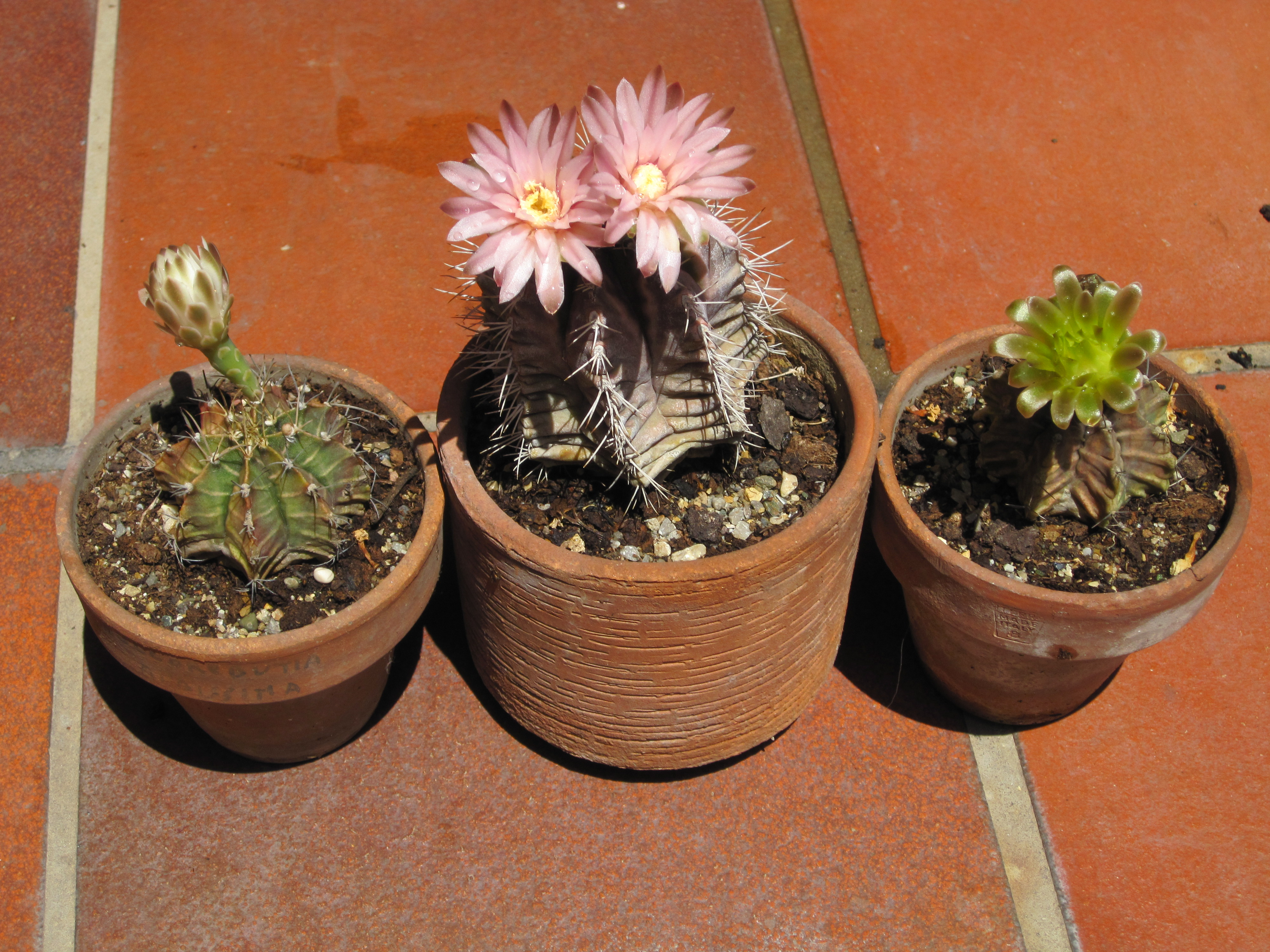
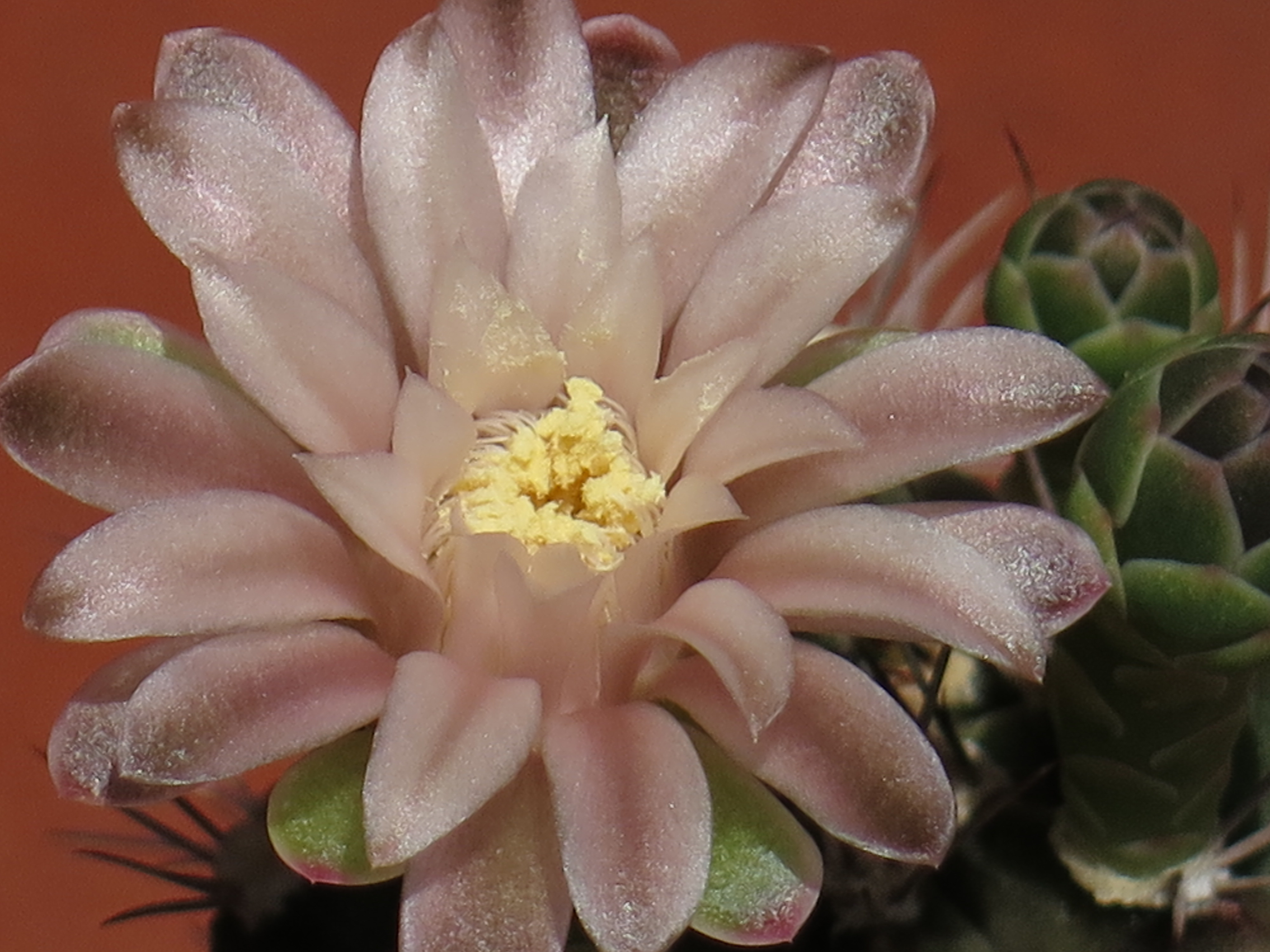
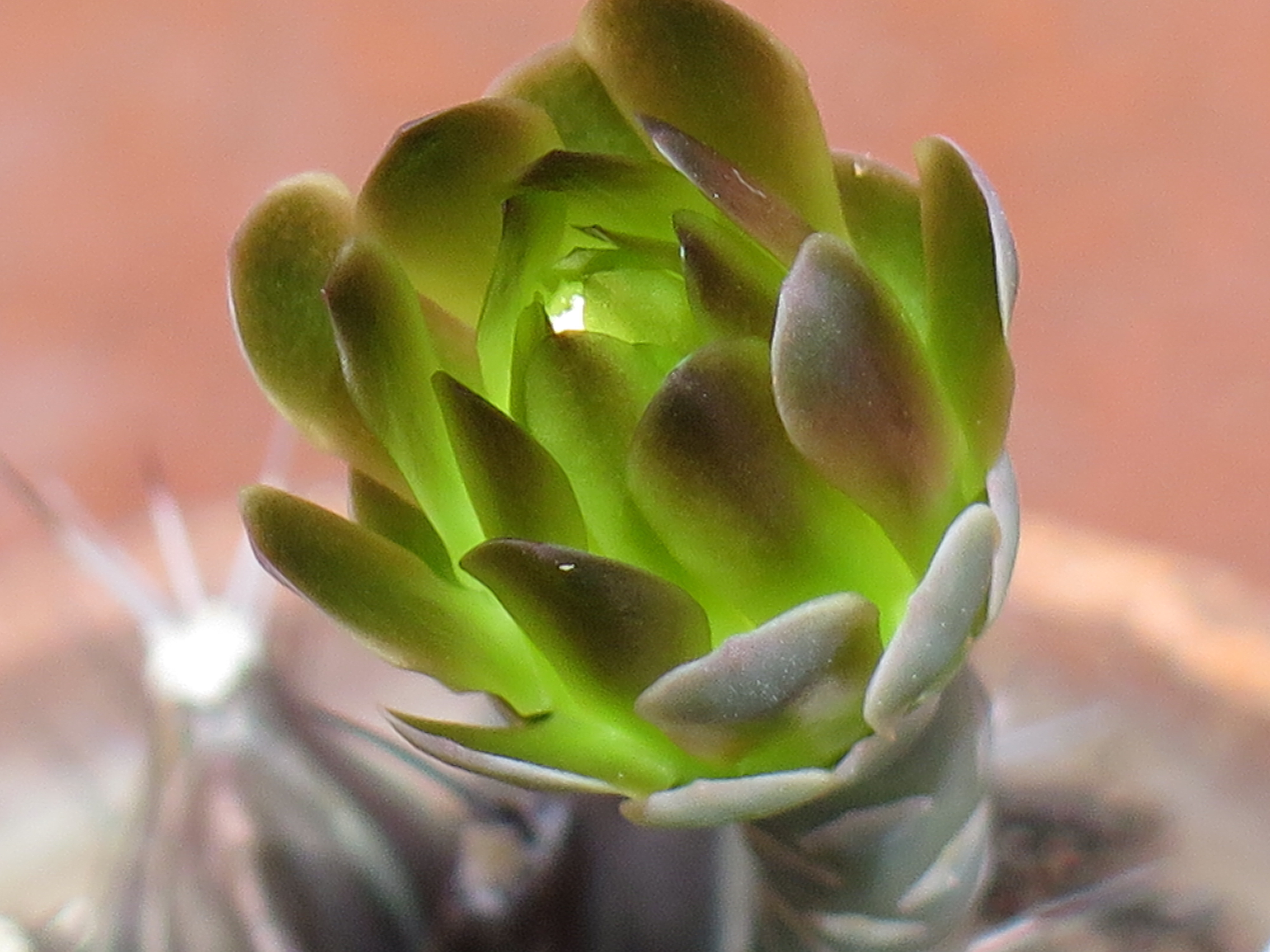
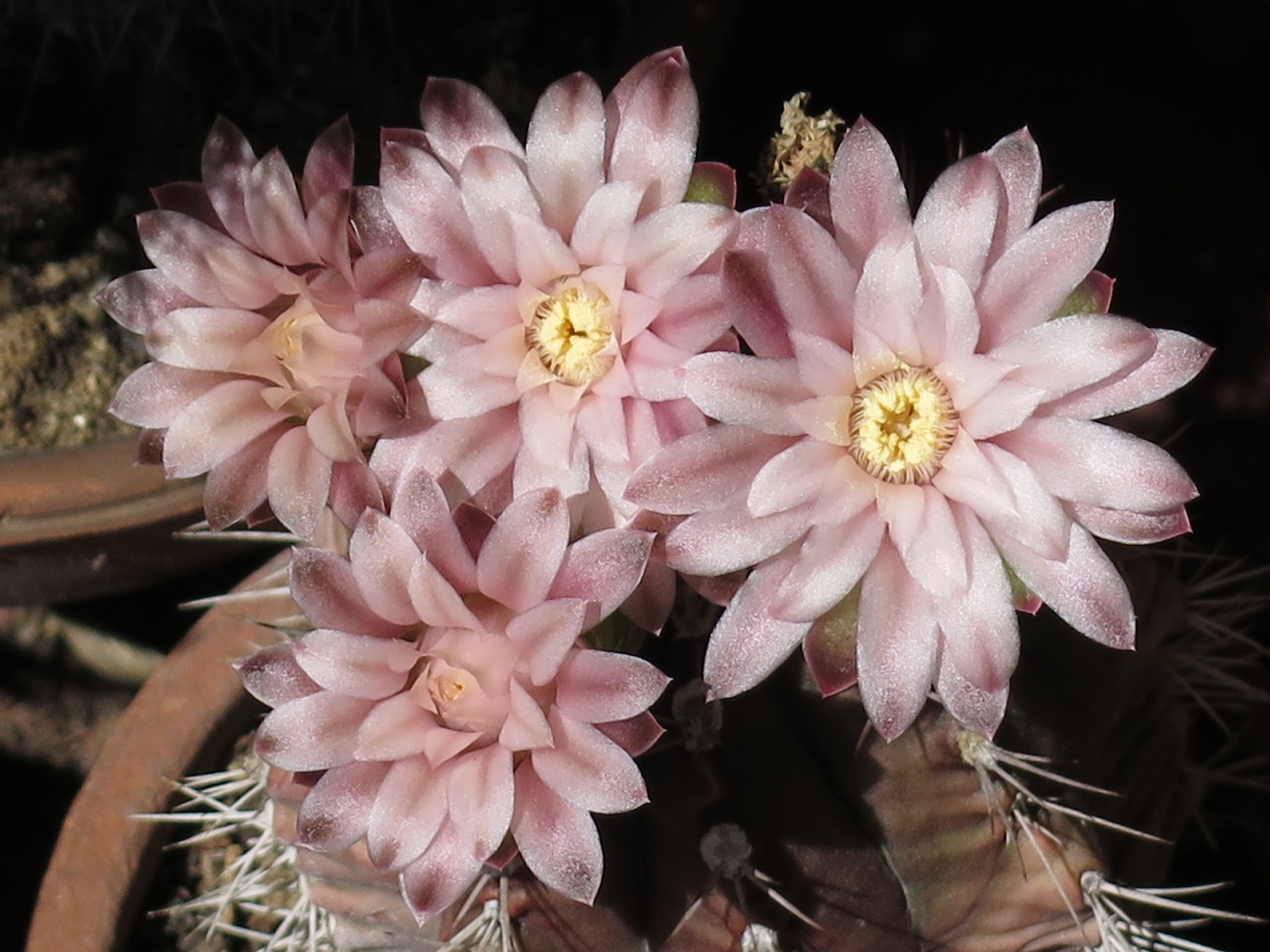
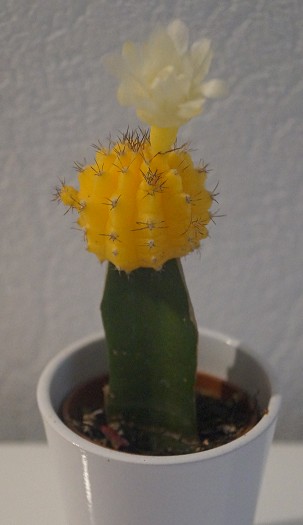
Forma bezchlorofilowa (żółta)
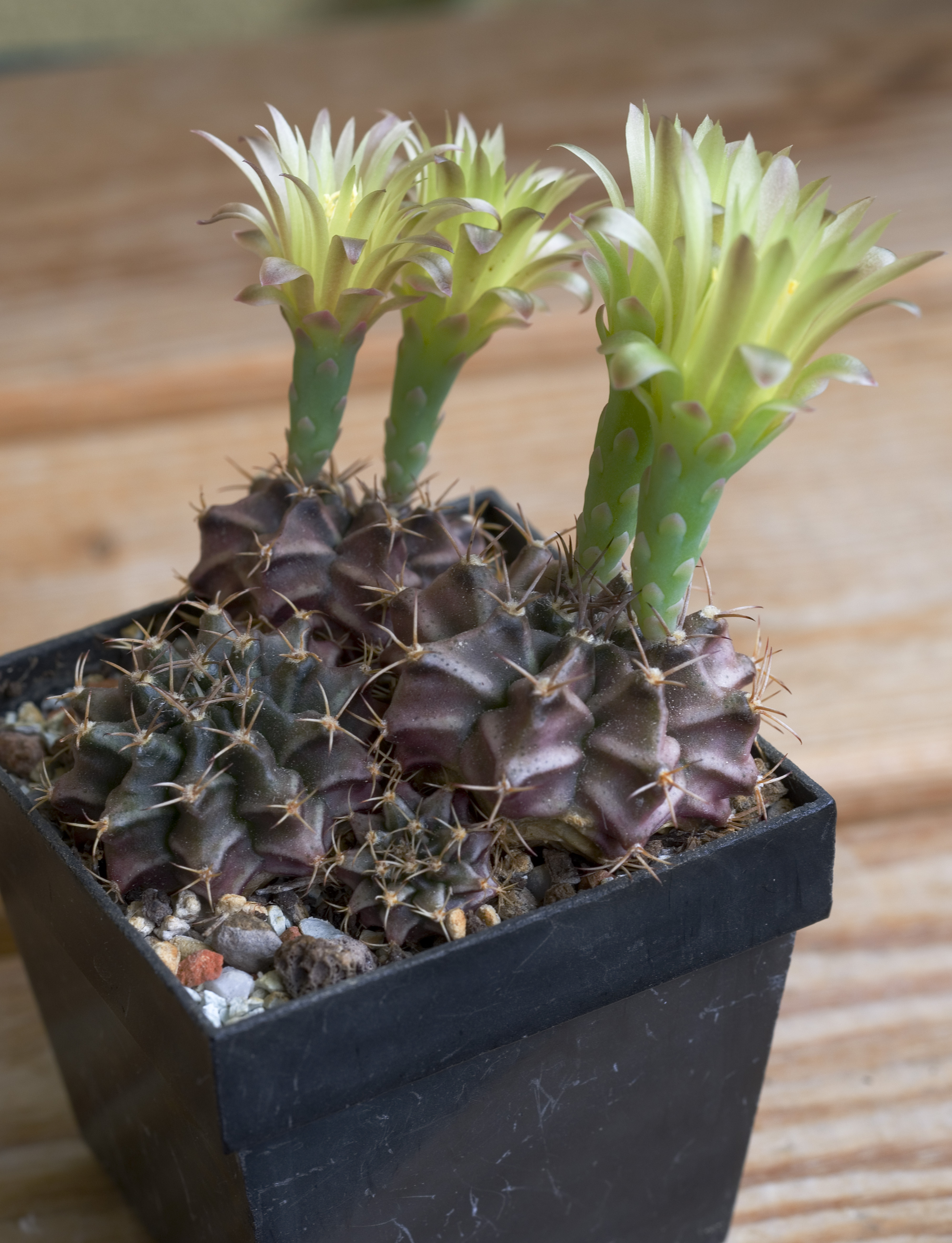
G. mihanovichii L 372